# Lacanhá
Lacanhá (o Lacanjá) es un sitio arqueológico de la cultura maya ubicado al interior de la Selva Lacandona del estado de Chiapas, México sobre la ribera del río Lacanjá. Fue una importante ciudad perteneciente al periodo clásico de la región Cuenca del Usumacinta relacionada con Bonampak, en la zona se encuentran restos de murales, estelas e inscripciones jeroglíficas talladas en piedra, también cuenta con su propio glifo emblema que representa un murciélago. 
Las construcciones entre la que destacan una plaza, algunos templos y pirámides se encuentran cubiertos de vegetación selvática, el resto de la zona identificada como una acrópolis está enterrada en la selva y permanece sin explorar a fondo.
Localmente recibe el nombre de “Ciudad Perdida de Lacanjá” debido a su remota ubicación de difícil acceso en medio de la selva y a la poca exploración que ha tenido. En la actualidad las ruinas de Lacanhá son resguardadas por el pueblo lacandón quienes también las utilizan como un centro ceremonial.

## Historia
Lacanhá se desarrolló en el periodo clásico de la civilización maya dentro de la región de la Cuenca del Usumacinta junto a otros sitios como Bonampak, a lo largo de su historia enfrentó conflictos contra el resto de ciudades mayas de la zona, en la ciudad de Yaxchilán se narra en estelas e inscripciones jeroglíficas varias victorias contra Lacanhá. En la estela 18 de Yaxchilán se ilustra la captura de Aj Popol Chay, señor de Lacanhá quien se encuentra arrodillado y atado de manos ante Itzamnaah Kokaaj B’ahlam II (Escudo Jaguar II) gobernante de Yaxchilán.